# Chevannay
Chevannay település Franciaországban, Côte-d’Or megyében. Lakosainak száma 35 fő (2022. január 1.). Chevannay Villy-en-Auxois, Saint-Hélier, Saint-Mesmin, Verrey-sous-Drée, Avosnes és Champrenault községekkel határos.

## Népesség
A település népességének változása:
| Lakosok száma | 52   | 40   | 41   | 49   | 50   | 46   | 45   | 40   | 37   | 35   |
|               | 1968 | 1982 | 1990 | 2006 | 2013 | 2015 | 2017 | 2019 | 2020 | 2022 |